# 横鳥村
横鳥村（よことりむら）は長野県北佐久郡にあった村。現在の立科町の北西部にあたる。

## 地理
- 山：弁天山
- 河川：番屋川

## 歴史
- 1889年（明治22年）4月1日 - 町村制の施行により、牛鹿村・宇山村・山部村の区域をもって発足。
- 1955年（昭和30年）4月1日 - 芦田村・三都和村と合併して立科村が発足。同日横鳥村廃止。

## 交通

### 道路
- 国道142号